# Marktgraitz
Marktgraitz település Németországban, azon belül Bajorországban. Lakosainak száma 1184 fő (2023. december 31.).

## Népesség
A település népessége az elmúlt években az alábbi módon változott:
| Lakosok száma | 848  | 1431 | 1458 | 1251 | 1249 | 1226 | 1143 | 1130 | 1146 | 1184 |
|               | 1875 | 1950 | 1975 | 1987 | 2012 | 2014 | 2016 | 2017 | 2021 | 2023 |